# Korang - La terrificante bestia umana
Korang - La terrificante bestia umana (La horripilante bestia humana) è un film del 1969 diretto da René Cardona.
Sulla locandina italiana del film il regista René Cardona è accreditato come Richard Green.

## Trama
Il professor Kaufmann, medico chirurgo, trovandosi ad affrontare la difficile situazione in cui si trova il figlio Julius, ammalato di leucemia in fase terminale, decide segretamente di immettergli il cuore di un gorilla affinché pompi nel suo corpo del sangue sano. Essendo però il cuore troppo grande per un essere umano, Julius è così vittima di una terribile trasformazione che lo tramuta in una efferata belva assetata di sangue. Il professore decide così di sostituire ancora il cuore del figlio, questa volta prendendolo da una paziente in coma profondo. Ma le trasformazioni non si placano...